# Кереїт (Казахстан)
Кереї́т (каз. Керейіт) — село у складі Тюлькубаського району Туркестанської області Казахстану. Адміністративний центр Ариського сільського округу.
До 1993 року село називалось Ільїнка.
Населення — 1582 особи (2021; 1579 у 2009, 1476 у 1999, 1462 у 1989).